# San Rafael Airport (flygplats i Chile)
San Rafael Airport är en flygplats i Chile.   Den ligger i provinsen Provincia de Los Andes och regionen Región de Valparaíso, i den södra delen av landet, 70 km norr om huvudstaden Santiago de Chile. San Rafael Airport ligger 764 meter över havet.
Terrängen runt San Rafael Airport är kuperad söderut, men norrut är den platt. Närmaste större samhälle är Los Andes, 5,0 km öster om San Rafael Airport. 
Runt San Rafael Airport är det i huvudsak tätbebyggt. Runt San Rafael Airport är det ganska glesbefolkat, med 40 invånare per kvadratkilometer.